# جون أريكسون (موسيقي)
جون أريكسون (بالسويدية: John Eriksson)‏ هو موسيقي ومنتج أسطوانات وملحن سويدي، ولد في 8 يناير 1974 في Hortlax ‏ في السويد.

## وصلات خارجية
- الموقع الرسمي
- جون أريكسون على موقع ميوزك برينز (الإنجليزية)
- جون أريكسون على موقع ديسكوغز (الإنجليزية)